# Kaspersky Password Manager
Kaspersky Password Manager — инструмент управления учётными записями в интернете и приложениях от Лаборатории Касперского. Программа автоматизирует ввод паролей и других данных на веб-страницах, избавляя пользователя от необходимости создавать и запоминать пароли. Вся информация хранится в специальной базе данных на компьютере в зашифрованном виде.
Kaspersky Password Manager шифрует данные, используя алгоритм симметричного шифрования, основанный на стандарте Advanced Encryption Standard (AES). Ключ высчитывается из вашего мастер-пароля на основании Password-Based Key Derivation Function 2 (PBKDF2).
Алгоритм AES используется по всему миру для защиты секретных данных. Этот алгоритм обладает минимальными требованиями к оперативной памяти, поэтому ваши данные зашифровываются и расшифровываются за секунды.
Программа встраивается модулем во многие браузеры.

## Разработка
До версии 7 включительно Kaspersky Password Manager не являлся разработкой Лаборатории Касперского. Основой данного программного обеспечения является утилита Sticky Password от Lamantine Software, лицензированная Лабораторией Касперского под собственным названием. Начиная с версии 8.2 Kaspersky Password Manager основан на собственном движке лаборатории.
В настоящее время Kaspersky Password Manager существует как в виде отдельной программы так и виде компонента к таким программам комплексной защиты как Kaspersky Total Security и Kaspersky Small Office Security.

## Функции
- Автоматическая авторизация на веб-ресурсах
- Безопасное хранение паролей на компьютере
- Контроль доступа к базе паролей
- Генерация паролей
- Импорт паролей из других программ
- Доступ к паролям с помощью переносной версии
- Автоматическое заполнение длинных веб-форм
- Хранение нескольких учётных записей для одного веб-ресурса
- Автоматическое резервное копирование
- Защита от кейлоггеров
- Защита от фишинга
- Возможность защищённого хранения личных заметок[5]

## Системные требования
Операционная система
- Windows 7 Начальная / Домашняя базовая / Домашняя расширенная / Профессиональная / Максимальная – SP1 и выше
- Windows 8 и 8.1 / Профессиональная / Корпоративная / 8.1 с обновлением
- Windows 10 Домашняя / Профессиональная / Корпоративная
- Windows 11 Домашняя / Профессиональная / Корпоративная[6]

Аппаратные требования
- Компьютер с объёмом оперативной памяти 1 ГБ (для 32-разрядной системы) или 2 ГБ (для 64-разрядной системы)
- 150 МБ свободного пространства на жёстком диске
- Компьютерная мышь

Поддерживаемые веб-браузеры
- Microsoft Edge на базе Chromium (версия 106 или выше).
- Mozilla Firefox (последняя версия).
- Google Chrome (версия 106 или выше).
- Яндекс.Браузер (последняя версия).
- Vivaldi (версия 6.0 или выше).
- Brave (версия 1.44 или выше).
- Comodo Dragon (версия 106.0 или выше).
- Opera (версия 98.0 или выше).
- Opera GX (версия 95.0 или выше).

## Лицензия
Согласно Лицензионному соглашению, на программу предоставляется бессрочная лицензия. Однако, в действительности, она подразумевает только возможность бессрочного использовать Kaspersky Password Manager. При этом техническая поддержка и переход на новые версии, в случае их выхода по истечении 1 года осуществляться не будет.

## База паролей
База данных пароля защищена с использованием сильных алгоритмов шифрования. Это значит, что пароли и другая приватная информация не хранятся в общедоступном виде — к ним имеет доступ только пользователь базы данных.
У пользователя на компьютере имеется собственная база данных и мастер-пароль для доступа к ней. Таким образом, пользователи могут не волноваться, что другие пользователи могут получить доступ к их базе паролей через собственную учётную запись Менеджера паролей Касперского.
Для защиты базы можно выбрать один из следующих алгоритмов шифрования:
| Название алгоритма | Длина ключа |
| ------------------ | ----------- |
| AES / Rijndael     | 256         |
| Blowfish           | 448         |
| Twofish            | 256         |
| Gost               | 256         |
| Sapphire II        | 8192        |
| Diamond II         | 2048        |
| FROG               | 1000        |
| SCOP               | 384         |

## Критика
В 2019 году в менеджере паролей была обнаружена серьезная ошибка, о которой публично сообщили только в 2021 году, после её исправили. Так, уязвимость создавала одинаковые пароли, генерируемые в одно и то же время, что позволяла злоумышленникам подобрать его.